# 자기회귀모형
통계, 계량 경제학 및 신호 처리에서 자기회귀 모형(自己回歸模型, autoregressive model, AR)은 임의 프로세스 유형을 나타낸다. 자연, 경제 등에서 시간에 따라 변하는 특정 프로세스를 설명하는 데 사용된다. 자기회귀 모형은 출력 변수가 자신의 이전 값과 확률적 항(불완전하게 예측 가능한 항)에 선형적으로 의존함을 지정한다. 따라서 모델은 확률적 차이 방정식(또는 미분 방정식과 혼동되어서는 안 되는 반복 관계)의 형태이다. MA (이동 평균) 모델과 함께 더 복잡한 확률론적 특성을 갖는 시계열의 보다 일반적인 ARMA(자기 회귀 이동 평균) 및 ARIMA(자기회귀누적이동평균) 모형의 특수한 경우이자 핵심 구성요소이다.
이동 평균(MA) 모델과 달리 자기회귀 모델은 단위 루트를 포함할 수 있으므로 항상 고정적이지는 않다.

## 정의
표기법 {\displaystyle \operatorname {AR} (p)} p 차수의 자기회귀 모델을 나타낸다. AR( p ) 모델은 다음과 같이 정의된다.
{\displaystyle X_{t}=c+\sum _{i=1}^{p}\varphi _{i}X_{t-i}+\varepsilon _{t}\,}
{\displaystyle \varphi _{1},\ldots ,\varphi _{p}}는 모델의 매개변수 이고, {\displaystyle c}는 상수이고 {\displaystyle \varepsilon _{t}}는 백색소음이다. 이것은 백시프트 연산자 B를 사용하여 다음과 같이 동등하게 작성할 수 있다.
{\displaystyle X_{t}=c+\sum _{i=1}^{p}\varphi _{i}B^{i}X_{t}+\varepsilon _{t}}
합계 항을 왼쪽으로 이동하고 다항식 표기법을 사용하여 다음을 얻다.
{\displaystyle \phi [B]X_{t}=c+\varepsilon _{t}\,.}
따라서 자기회귀 모델은 입력이 백색 잡음인 all- pole 무한 임펄스 응답 필터의 출력으로 볼 수 있다.
모델이 넓은 의미의 정상상태를 유지하려면 일부 매개변수 제약 조건이 필요하다.

## 충격의 시간간 효과
AR 과정에서 일회성 충격은 미래에 무한히 진화하는 변수의 값에 영향을 미친다.
각각의 충격은 발생한 시점으로부터 훨씬 먼 미래의 X 값에 무한한 영향을 미치기 때문에 주어진 값 X t는 무한히 먼 과거에 발생하는 충격의 영향을 받다. 
{\displaystyle \phi (B)X_{t}=\varepsilon _{t}\,}
(변수가 평균과의 편차로 측정되었다고 가정하여 상수 항이 억제된 경우)
{\displaystyle X_{t}={\frac {1}{\phi (B)}}\varepsilon _{t}\,.}
우변의 다항식 장제를 하면 백시프트 연산자의 다항식은 다음과 같이 적용된다. {\displaystyle \varepsilon _{t}} 무한한 순서, 즉 무한한 수의 지연 값이 있다. {\displaystyle \varepsilon _{t}} 방정식의 오른쪽에 나타난다.

## 특성 다항식
AR( p ) 프로세스의 자기상관 함수는 다음과 같이 표현될 수 있다. 
{\displaystyle \rho (\tau )=\sum _{k=1}^{p}a_{k}y_{k}^{-|\tau |},}
{\displaystyle y_{k}}는 다항식의 근이다

## AR(p) 프로세스의 그래프

AR(0); AR 매개변수가 0.3인 AR(1); AR 매개변수가 0.9인 AR(1); AR 매개변수 0.3 및 0.3이 있는 AR(2); 및 AR 매개변수 0.9 및 -0.8이 있는 AR(2)

가장 간단한 AR 프로세스는 AR(0)이며 항 간에 종속성이 없다. 오류/혁신/잡음 항만 프로세스의 출력에 기여하므로 그림에서 AR(0)은 백색 잡음에 해당한다.
양수가 있는 AR(1) 프로세스의 경우 {\displaystyle \varphi }, 프로세스의 이전 항과 잡음 항만 출력에 기여한다. 만약에 {\displaystyle \varphi } 0에 가까우면 프로세스가 여전히 백색 잡음처럼 보이지만 {\displaystyle \varphi } 1에 접근하면 출력은 잡음에 비해 이전 항에서 더 큰 기여를 한다. 그 결과 저역 통과 필터와 유사한 출력의 "평활화" 또는 통합이 발생한다.
AR(2) 프로세스의 경우 이전 두 항과 잡음 항이 출력에 기여한다. 둘 다 {\displaystyle \varphi _{1}} 그리고 {\displaystyle \varphi _{2}} 양수이면 출력은 노이즈의 고주파수 부분이 감소하면서 저역 통과 필터와 유사하다. 만약에 {\displaystyle \varphi _{1}} 양수이면서 {\displaystyle \varphi _{2}} 음수이면 과정은 과정의 항 사이에서 부호의 변화가 일어나게 된다.

## 예측 품질 평가
교차 검증이 사용되는 경우 추정이 완료되는 즉시 자기회귀 모델의 예측 성능을 평가할 수 있다. 이 접근 방식에서 초기에 사용 가능한 데이터 중 일부는 매개변수 추정 목적으로 사용되었으며 일부(데이터 세트에서 나중에 사용 가능한 관찰에서)는 샘플 외 테스트를 위해 보류되었다. 또는 매개변수 추정을 수행한 후 일정 시간이 지나면 더 많은 데이터를 사용할 수 있게 되어 새 데이터를 사용하여 예측 성능을 평가할 수 있다.
어느 경우든 평가할 수 있는 예측 성능의 두 가지 측면이 있다. 한 단계 앞선 성능의 경우 추정된 매개변수는 예측되는 기간 이전의 모든 기간에 대해 X 의 관측값과 함께 자기회귀 방정식에 사용되며 방정식의 출력은 한 단계 앞선 예측이다. 이 절차는 각 표본 외 관측치에 대한 예측값을 얻는 데 사용된다. n 단계 예측의 품질을 평가하기 위해 이전 섹션의 예측 절차를 사용하여 예측을 얻는다.

## 같이 보기
- 예측 분석
- 선형 예측 부호화
- 공명
- 레빈슨 재귀 알고리즘